# Thera cognata
Thera cognata is een vlinder uit de familie van de spanners (Geometridae).
De spanwijdte van deze vlinder is 21 tot 30 millimeter. De voorvleugels zijn bruin. De middenband en de vleugelbasis zijn wat donkerder van kleur en deze donkere velden zijn met zwarte en daarbuite witte lijnen afgezet. De achtervleugels zijn wittig.
De soort gebruikt jeneverbes als waardplant. De soort vliegt in een jaarlijkse generatie in juli en augustus. De rups is te vinden in mei en juni. De soort overwintert als ei. 
De soort komt voor in Europa en de Kaukasus. In België was de soort zeer zeldzaam, maar is er geen waarneming bekend van na 1980. In Nederland is de soort voor zover bekend niet waargenomen.